# 2-я эскадра особого назначения (Япония)
2-я эскадра особого назначения, также 2-я эскадра специального назначения (англ. Second Special Squadron, яп. 第二特務艦隊) — оперативное соединение Японского императорского флота, действовавшее на Средиземноморском театре военных действий в период Первой мировой войны с февраля 1917 по август 1919 года. Основными задачами эскадры являлись борьба с подводными лодками Германии и Австро-Венгрии, а также охрана стратегически важных морских коммуникаций стран Антанты. Отправка японских военно-морских сил в Европу стала результатом сложных дипломатических переговоров, в ходе которых союзники по Антанте, в первую очередь Великобритания, признали территориальные претензии Японии на захваченные германские владения в Китае и на островах Тихого океана к северу от экватора в обмен на настоятельно необходимую помощь в условиях развернувшейся неограниченной подводной войны, угрожавшей линиям снабжения союзников.
Под командованием контр-адмирала Сато Кодзо, эскадра первоначально состояла из флагманского крейсера «Акаси» и восьми эскадренных миноносцев II класса типа «Каба». Эти эсминцы, спроектированные для действий в Тихом океане, обладали значительной мореходностью и дальностью плавания, что делало их особенно ценными для длительных операций по эскортированию конвоев через всё Средиземное море. Прибыв на Мальту, ставшую её основной операционной базой, в апреле 1917 года, эскадра вскоре была усилена более современными кораблями, включая крейсера «Идзумо» и «Ниссин», эсминцы типа «Момо», а также временно переданные под японское командование и укомплектованные японскими экипажами британские эсминцы («Сэндан» и «Канран») и тральщики. Корабли эскадры были оснащены британскими глубинными бомбами и действовали в тесном взаимодействии с военно-морским командованием союзников, особенно британским, в вопросах тактики, разведки и связи.
Боевая деятельность Второй специальной эскадры была сосредоточена на эскортировании конвоев между ключевыми портами, такими как Александрия, Марсель и Таранто, обеспечивая безопасную транспортировку войск и снабжения. Японские корабли провели в море значительную часть времени (около 72%), совершив 348 боевых выходов и отконвоировав 769 транспортов, на борту которых находилось свыше 750 000 военнослужащих Антанты; при этом потери сопровождаемых судов составили около 1,5%..
Среди наиболее заметных эпизодов службы эскадры — участие в спасении почти 3000 человек с потопленного британского войскового транспорта «Transylvania» в мае 1917 года, за что японские моряки получили высокие оценки и награды от короля Георга V; торпедирование австро-венгерской подводной лодкой эсминца «Сакаки» в июне 1917 года, повлекшее гибель 59 членов экипажа, включая командира; а также эскортирование стратегически важных «Больших конвоев» для срочной переброски войск союзников во Францию во время Весеннего наступления германской армии в 1918 году, которое прошло с минимальными потерями. Несмотря на многочисленные столкновения с подводными лодками противника, подтверждённых случаев их уничтожения силами японской эскадры зафиксировано не было.
После завершения боевых действий в Европе, корабли Второй специальной эскадры участвовали в союзнической оккупации Константинополя и выполнили задачу по сопровождению семи трофейных германских подводных лодок из Европы в Японию. Средиземноморская экспедиция стала для японского флота первым опытом глобальных операций и позволила изучить передовые германские технологии подводного кораблестроения, а также британский опыт противолодочной борьбы, что, однако, не было в полной мере усвоено и применено в последующие десятилетия. Деятельность эскадры была высоко оценена союзным командованием за эффективность и самоотверженность и способствовала росту международного престижа Японии. В то же время, в историографии существуют различные оценки мотивов Японии и её общего вклада в войну. Память о службе и погибших моряках эскадры увековечена мемориалом на Мальте и одним из рельефов на большом каменном фонаре ВМФ у храма Ясукуни в Токио.

## Предыстория

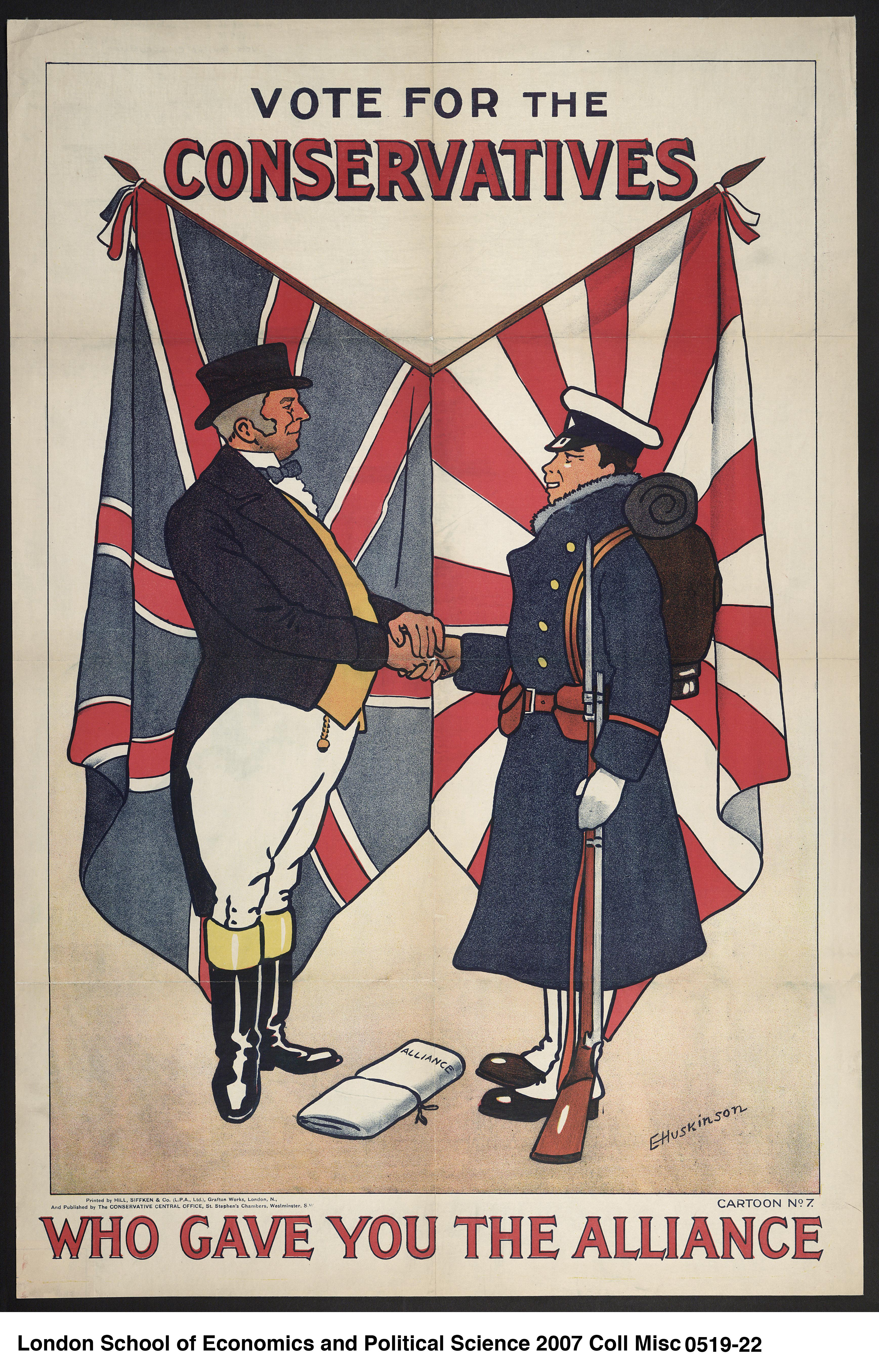
Британская политическая карикатура, символизирующая англо-японский союз. Джон Булль пожимает руку японскому солдату.

Япония вступила в Первую мировую войну на стороне Антанты в августе 1914 года, руководствуясь условиями англо-японского союза 1902 года. Одной из движущих сил вступления Японии в войну был Императорский флот, который давно выступал за экспансию страны в южном направлении, в противовес стремлениям армии к продвижению на север. Японский ВМФ, в отличие от армии, был более склонен к оказанию помощи Великобритании, что могло быть обусловлено как традициями англо-японского военно-морского сотрудничества, так и собственными стратегическими интересами флота. Основными целями Японии на начальном этапе войны были захват германской военно-морской базы Циндао на китайском полуострове Шаньдун и оккупация германских колониальных владений в Микронезии — Маршалловых, Каролинских и Марианских (за исключением Гуама) островов. Помимо этого, Япония стремилась укрепить свои позиции в Китае, что нашло отражение, в частности, в предъявлении Китаю «Двадцати одного требования» в 1915 году, а также обеспечить себе весомый голос на будущей мирной конференции.
Циндао был взят 7 ноября 1914 года в результате совместной операции японских сухопутных и военно-морских сил при символическом участии британских войск. Германские островные владения в Микронезии также были оккупированы Японией. Помимо этих операций, Императорский флот Японии участвовал в эскортировании войсковых транспортов АНЗАК через Индийский океан, а отдельные японские боевые корабли принимали участие в поиске германского лёгкого крейсера «Эмден» в районе Голландской Ост-Индии и в Индийском океане, а также в преследовании Германской Восточно-Азиатской эскадры адмирала Максимилиана фон Шпее в Тихом океане. Вплоть до 1917 года основные силы японских вооружённых сил были задействованы преимущественно в Азиатско-Тихоокеанском регионе. Принимая решения об участии в удаленных операциях, японское правительство учитывало, что формально действие англо-японского союза ограничивалось Индийским океаном, и стремилось избежать значительных потерь военно-морских сил, особенно в свете потенциального будущего конфликта с США (третья ревизия англо-японского союза де-факто исключала его применение против Соединённых Штатов).
С августа 1914 года по начало 1917 года союзники по Антанте (Великобритания, Франция и Россия) неоднократно обращались к Японии с просьбами о поддержке на европейском театре военных действий. Первоначально японское правительство отклоняло все эти запросы, главным образом по причинам логистического характера, а министр иностранных дел Като Такааки аргументировал это тем, что подобная военная экспедиция была бы крайне непопулярна и противоречила бы основной задаче японских вооружённых сил — защите самой Японии от внешних угроз.

## Формирование и развёртывание

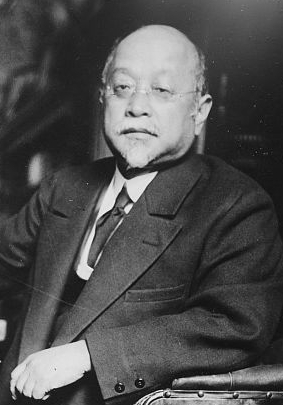
Мотоно Итиро, министр иностранных дел Японии, сыгравший ключевую роль в переговорах об отправке эскадры в Средиземное море.

Одним из активных сторонников отправки эскадры в Средиземное море был влиятельный стратег Императорского флота, контр-адмирал Акияма Санэюки. Он утверждал, что, несмотря на сопряженные с этим риски и возможные потери, такая миссия позволит японскому флоту получить ценный опыт, ознакомиться с новейшими военно-морскими технологиями и в конечном итоге будет способствовать совершенствованию собственных вооружений. В то же время в Морском генеральном штабе существовала влиятельная группа офицеров, выступавшая против этой идеи, указывая на опасность потерь в операционной зоне, не имеющей прямого отношения к интересам Японии, и на ослабление обороноспособности самой метрополии в случае отправки значительных военно-морских сил в Европу.
Ситуация изменилась осенью 1916 года с формированием нового кабинета под руководством Тэраути Масатакэ. Новое правительство было более расположено к рассмотрению запросов союзников, но выдвинуло условие. Новый министр иностранных дел Мотоно Итиро потребовал от Великобритании поддержки японских притязаний на недавно приобретённые бывшие германские территории в Шаньдуне и на островах в Тихом океане, предположив, что такой шаг обеспечит большую готовность японского кабинета к сотрудничеству.
К концу 1916 — началу 1917 года обстановка на Средиземноморском театре военных действий для стран Антанты значительно ухудшилась. Это было связано с активными действиями германских подводных лодок, которые наносили серьёзный урон морским коммуникациям союзников. Необходимость в постоянном потоке подкреплений для войны на истощение на Западном фронте делала средиземноморский маршрут критически важным, так как альтернативный путь вокруг мыса Доброй Надежды был значительно длиннее. 
Более того, от действий подводных лодок Центральных держав в Средиземном море страдал и сам японский торговый флот. Ещё до прибытия в регион Второй специальной эскадры японский торговый флот понес ощутимые потери. Так, 3 ноября 1915 года подводной лодкой U-38 был потоплен пароход «Yasukuni Maru», а 21 декабря того же года — крупный пассажирский лайнер «Yasaka Maru» (почти 11 000 тонн). Всего за период с конца 1915 по лето 1917 года в Средиземном море было потоплено не менее девяти японских торговых судов, включая пароход «Senju Maru», который затонул со всем экипажем.

Уже 11 января 1917 года, после принятия Германией решения о начале неограниченной подводной войны, Великобритания обратилась к Японии с настоятельной просьбой о направлении эскадренных миноносцев в Средиземное море. В ходе последовавших переговоров, по свидетельству Дэвида Ллойд Джорджа, Великобритания «была вынуждена согласиться на японское требование о поддержке её притязаний на германские владения в Китае и на Тихом океане, так как Япония в противном случае отказывалась послать свои эскадренные миноносцы в Средиземное море для борьбы с германскими подводными лодками, в то время как Германия объявила неограниченную подводную войну». К середине февраля 1917 года британское правительство официально заверило Японию, что «с удовольствием» поддержит её территориальные претензии.

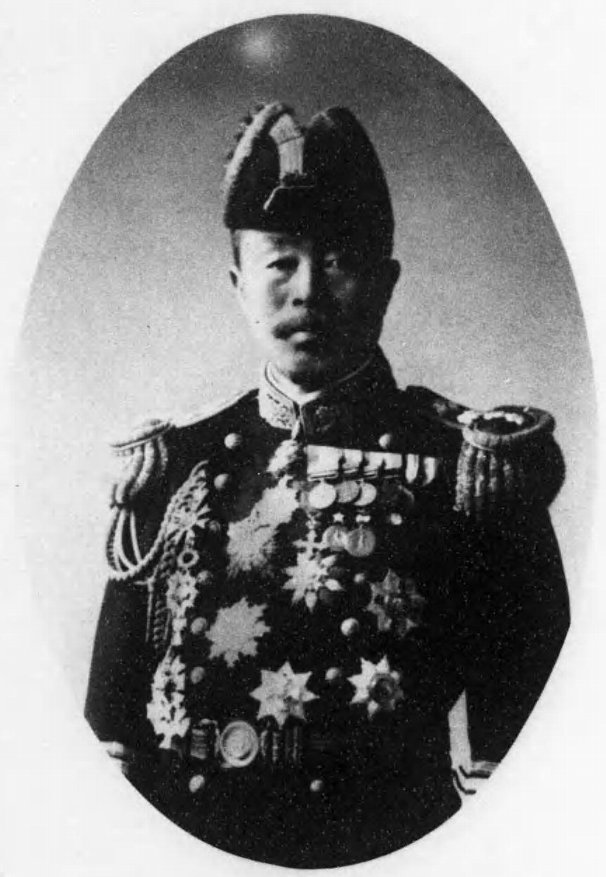
Контр-адмирал Сато Кодзо, командующий Второй специальной эскадрой.

Результатом этих договорённостей стал обмен нотами в феврале — марте 1917 года между Японией, Великобританией, Россией, Францией и Италией. Союзники по Антанте признали права Японии на бывшие германские владения в Китае и на острова в Тихом океане, расположенные к северу от экватора. После достижения этих соглашений, 7 февраля 1917 года в Японии были сформированы 1-я и 2-я эскадры особого назначения. Позднее, 13 апреля 1917 года, была также сформирована 3-я эскадра специального назначения. Командующим Второй специальной эскадрой был назначен контр-адмирал Сато Кодзо. 
Первоначально в состав эскадры вошли:
- Крейсер II класса «Акаси» (флагманский корабль)
- 10-й отряд миноносцев (эсминцев) в составе: «Кацура», «Умэ», «Каэдэ», «Кусуноки» (все типа «Каба»)
- 11-й отряд миноносцев (эсминцев) в составе: «Суги», «Касива», «Мацу», «Сакаки» (все типа «Каба»)

Выбор этих эскадренных миноносцев II класса типа «Каба», построенных по ускоренной программе в конце 1914 года, был неслучаен. Японские корабли, спроектированные для действий в условиях Тихого океана («тихоокеанская спецификация»), обладали значительной для своего класса мореходностью и дальностью плавания (1600 морских миль на 15 узлах). Это делало их особенно ценными для длительных операций по эскортированию конвоев через всё Средиземное море. Многие эсминцы союзников европейской постройки имели меньшую дальность и были либо уже задействованы на других критически важных театрах (Атлантика, Северное море), либо не могли обеспечивать непрерывное сопровождение на протяженных средиземноморских маршрутах без частых заходов в порты для дозаправки. Такая необходимость дозаправки делала конвои особенно уязвимыми для атак подводных лодок вблизи портов, где противник часто устраивал засады. 
Всего в состав Второй специальной эскадры входило до семнадцати боевых кораблей. Перед ними ставилась задача обеспечения защиты судов союзников от атак германских и австро-венгерских подводных лодок, действовавших с баз на восточном побережье Адриатического моря, в Эгейском море и из Константинополя. Японские крейсеры и эскадренные миноносцы патрулировали основные морские маршруты, связывавшие Александрию, Марсель, Таранто (Италия) и Салоники, которые имели жизненно важное значение для транспортировки войск и снабжения. 

## Юридический статус противников
Отправка военно-морских сил в зону активных боевых действий против союзников Германии потребовала от японского правительства окончательно определиться с юридическим статусом этих стран, поскольку Япония официально объявляла войну лишь Германии. Несмотря на фактические боевые столкновения в Циндао ещё в 1914 году, Япония долгое время официально не считала себя в состоянии войны с Австро-Венгрией, рассматривая ситуацию лишь как разрыв дипломатических отношений.  
Однако под давлением союзников и в контексте общих военных усилий, 19 января 1917 года кабинет министров Японии принял решение официально считать Австро-Венгрию «вражеским государством». Это решение было подкреплено британским запросом от 21 февраля 1917 года, в котором Лондон просил уточнить позицию Токио. В ответ японская сторона подтвердила, что находится в «явном состоянии войны» с Германией и Австро-Венгрией, а также рассматривает Османскую империю и Болгарию как враждебные государства, являющиеся их союзниками. Таким образом, к моменту формирования и отправки Второй специальной эскадры была создана необходимая международно-правовая основа для её действий в Средиземном море против флотов Центральных держав. 

## Прибытие на Мальту

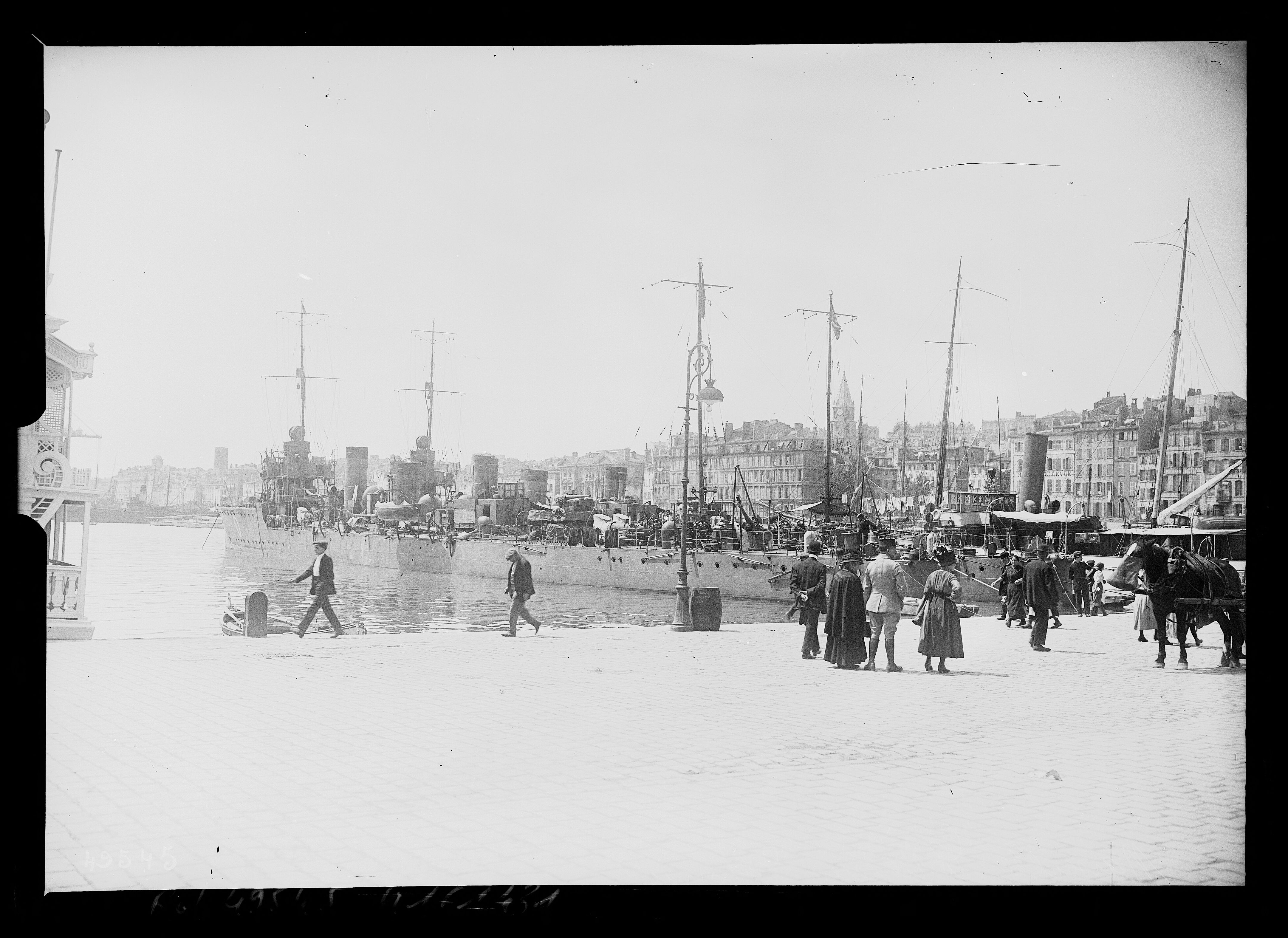
Японский эсминец в Старом Порту Марселя, май 1917 года.

18 февраля 1917 года 11-й отряд эскадренных миноносцев из её состава вышел из военно-морской базы Сасэбо. 5 марта в Сингапуре он соединился с флагманским крейсером «Акаси» и 10-м отрядом эскадренных миноносцев, также вошедшими в состав эскадры.
11 марта 1917 года Вторая специальная эскадра в полном составе покинула Сингапур и направилась в Средиземное море. Во время перехода через Индийский океан соединение участвовало в операции по поиску германского рейдера «Вольф». Маршрут эскадры пролегал через Коломбо (прибытие 17 марта), Аден (прибытие 29 марта) и Порт-Саид (прибытие 7 апреля). Первую конвойную операцию эскадра провела ещё до прибытия на основную базу: эсминцы «Суги» и «Касива» 9-10 апреля 1917 года эскортировали британский транспорт «Saxon» с войсками на борту по маршруту Александрия — Мальта. Основные силы эскадры прибыли в британскую военно-морскую базу на Мальте 13 апреля 1917 года.
13 апреля 1917 года Вторая специальная эскадра прибыла на Мальту, которая стала её основной базой в Средиземном море. Мальта имела важное стратегическое значение для стран Антанты, служа военно-морской базой для операций против флотов Центральных держав, а также ключевым транзитным пунктом для защиты морских коммуникаций и проводки конвоев с войсками и снабжением.
Прибытие японской эскадры произошло в критический для союзников период. В течение войны общие потери торгового тоннажа стран Антанты превысили 12,2 миллиона тонн, из которых 3,6 миллиона тонн были потоплены подводными лодками и минами противника в Средиземном море. В 1916—1917 годах потери на этом театре военных действий постоянно возрастали. Уже 25 апреля 1917 года японские корабли приступили к выполнению боевых задач по сопровождению конвоев. На Мальте эскадренные миноносцы эскадры были оснащены глубинными бомбами типа «D» британского производства. Этот тип глубинных бомб поступил на вооружение британского флота в январе 1916 года. Для эсминцев использовалась модификация с весом заряда 140 кг аммотола, имевшая взрыватель с установками глубины на 12 или 24 метра. Для более эффективного использования этого нового оружия 11 июня 1917 года Военно-морской арсенал Мальты предоставил командованию японской эскадры «Замечания по поводу применения глубинных бомб».

## Организация службы и взаимодействие с союзниками

### Великобритания

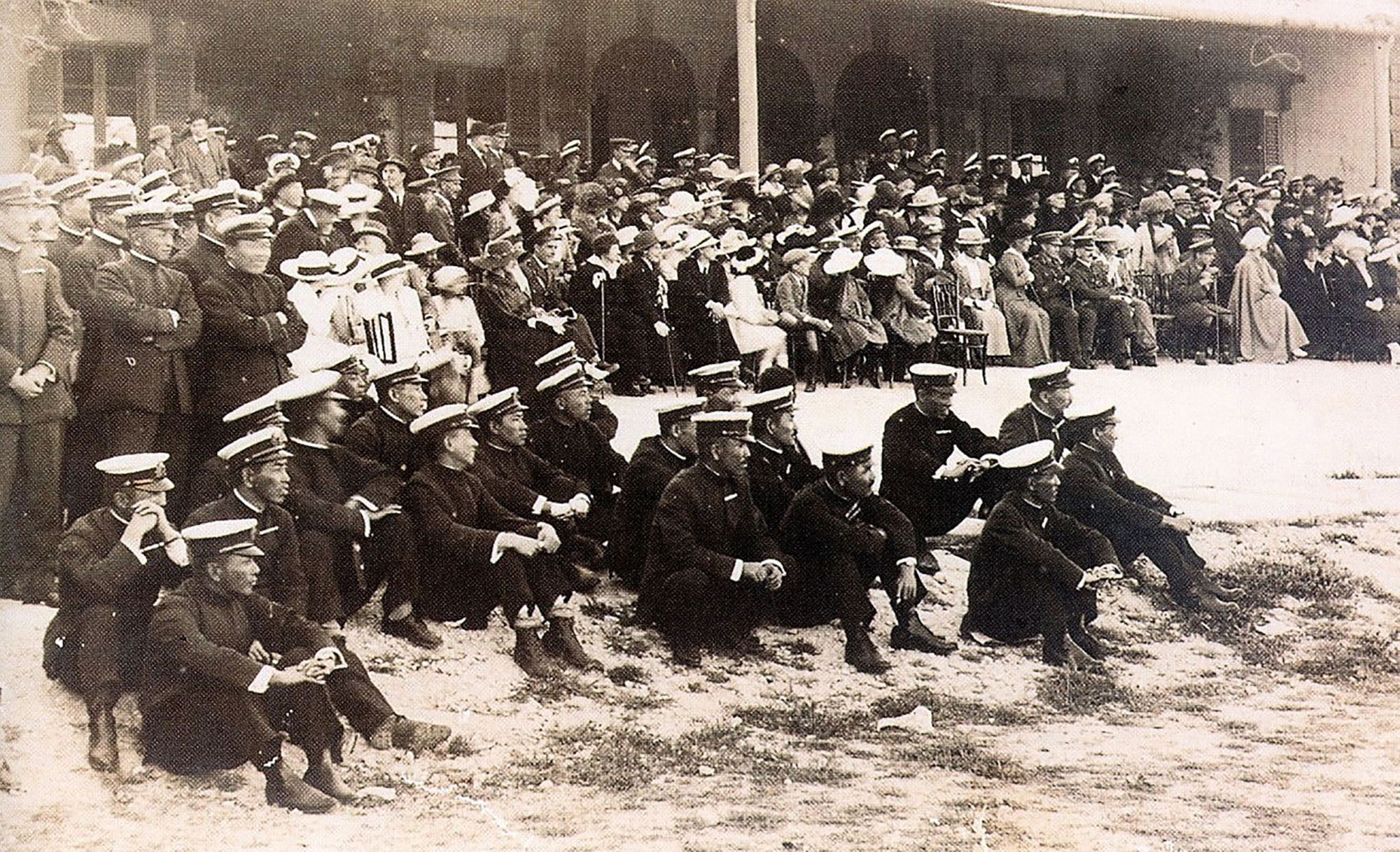
Японские морские офицеры на ипподроме Марса, Мальта, около 1919 года.

С прибытием на Мальту между японским и британским военно-морским командованием было установлено тесное взаимодействие. Оно регламентировалось совместными приказами, директивами и меморандумами, касавшимися вопросов разведки, радиосвязи, использования шифров и кодов. Хотя формально Вторая специальная эскадра действовала как независимое соединение, фактически она выполняла приказы, получаемые от британского адмирала-суперинтенданта военно-морской базы на Мальте, Джорджа А. Балларда. Командование Второй специальной эскадры, взаимодействуя с британским флотом, разработало и постоянно совершенствовало тактику конвоирования. Были созданы ордера для конвоев различной численности (от одиночных судов до групп из пяти и более транспортов). Особое внимание уделялось тактическим приёмам борьбы с подводными лодками противника, включая различные варианты противолодочного зигзага и построения ордера в дневное и ночное время, что значительно затрудняло действия вражеских субмарин.
Важным аспектом сотрудничества стала область разведки. Командование Второй специальной эскадры регулярно получало от британских, французских и итальянских союзников разведывательные сводки о действиях германских и австро-венгерских подводных лодок в Средиземном море. Полученные данные анализировались японской стороной и сводились в ежемесячные отчёты. Союзники также делились информацией, полученной из других источников. Так, 21 июля 1918 года британское командование передало японской эскадре документы и материалы допросов пяти выживших членов экипажа германской подводной лодки U-64, потопленной 17 июня британским шлюпом «Lychnis» в районе Бизерты. В октябре 1918 года офицеры разведки японской эскадры получили возможность лично допросить выживших членов экипажа германской подводной лодки UB-53, которая подорвалась на минах 3 августа к югу от Отранто и затонула. Благодаря допросам пленных немецких подводников и анализу полученных документов, японское командование получило сведения о боевой организации, тактике, технических характеристиках подводных лодок различных типов, а также особенностях применения торпедно-минного оружия германского подводного флота. 
Японский флот проводил совместно с британскими эсминцами, шлюпами и тральщиками 73 конвоя.

### Италия
Взаимодействие с Италией имело более сложный характер. С самого начала переговоров итальянская сторона проявляла определенную сдержанность и не спешила делиться с Японией деталями секретных соглашений между союзниками.
После прибытия японской эскадры в Средиземное море итальянское военно-морское командование выражало недовольство тем, что подкрепления были переданы под оперативный контроль Великобритании, а не направлены на усиление итальянского флота. Особенно остро эта проблема встала после того, как в начале 1917 года британцы отозвали из Адриатики четыре своих линкора, и после успешного австро-венгерского рейда на Отрантский барраж в мае 1917 года, выявившего слабость итальянской обороны. В Риме считали, что японские корабли должны были стать прямой заменой отозванным британским силам и в первую очередь обеспечивать безопасность в Адриатике, а их работа на общих конвойных маршрутах расценивалась лишь как «косвенная» помощь. В связи с этим Италия неоднократно обращалась к союзному командованию с просьбой о выделении части японских и американских эсминцев непосредственно для действий в Адриатике.
Временный поверенный в делах Италии в Токио, Джулио Маркетти Ферранте, в своих донесениях в Рим прямо призывал военное командование Королевства «показывать японским офицерам как можно меньше» от военной организации и секретов. Он отзывался о японцах как о потенциально ненадежных союзниках, чей «кодекс чести самурая», по его мнению, «позволяет давать слово другу и врагу, чтобы предать их».

### Другие страны
Японский флот проводил совместно с французскими эсминцами 5 конвоев, два конвоя с австралийскими эсминцами и один конвой совместно с американским эсминцем.

## Условия службы

### Связь и почта

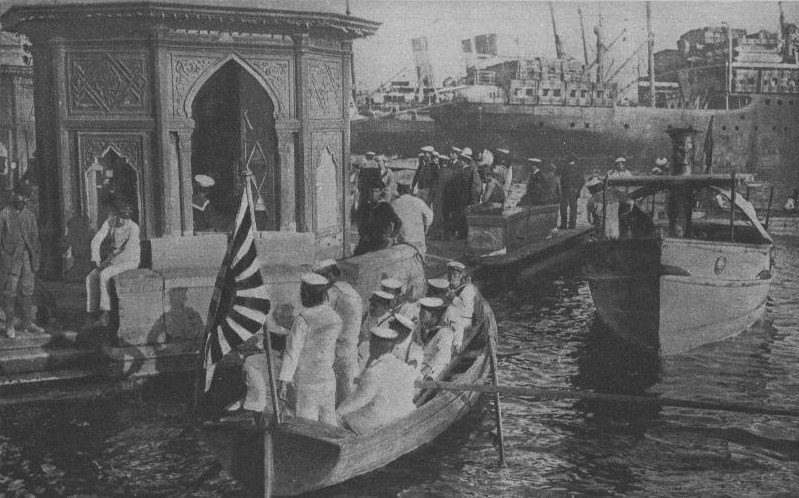
Японские моряки на шлюпке прибывают в Салоники, май 1917 года. На заднем плане видны корабли на рейде.

Для координации действий в области связи 11 ноября 1917 года на Мальте состоялось совещание представителей командования стран Антанты. На нём обсуждались вопросы организации единой сети радиосвязи на Средиземноморском театре военных действий. Ключевыми центрами этой сети стали пункты на Мальте, в Таранто, Салониках, на Корфу, в Суде (Крит), Каире, Мудросе, Гибралтаре и Бизерте. При работе с этими радиоцентрами японским военнослужащим приходилось использовать три языка: английский, французский и итальянский. Параллельно, командованием японской эскадры было утверждено внутреннее положение о радиосвязи и собственная, периодически обновляемая, таблица кодов.
Военно-почтовое сообщение для Второй специальной эскадры начало функционировать 17 февраля 1917 года. Оно обеспечивало связь личного состава с родиной на протяжении всей почти двухлетней миссии в Средиземном море. В периоды затишья офицеры получали короткие отпуска; так, в конце августа 1917 года Киси Фукудзи посетил Каир, осматривая пирамиды и Сфинкса, а в начале октября, во время захода кораблей в Марсель, он в составе группы офицеров побывал в Париже.
Организация почтовой связи с эскадрой имела свои особенности в условиях военного времени. Обеспечение почтовой связи с удаленной эскадрой было непростой задачей, так как основной европейский маршрут японской почтовой службы Nippon Yusen Kaisha через Суэцкий канал был прерван с конца 1915 по конец 1918 года из-за опасности в Средиземном море; почта и грузы в Европу следовали преимущественно более длинным путем вокруг мыса Доброй Надежды. Однако для нужд Второй специальной эскадры (доставка почты, припасов, сменных экипажей) ВМФ Японии организовал с августа 1917 года временную ежемесячную линию NYK до Порт-Саида (первым рейсом шло судно «Канагава Мару»). Эта линия функционировала до декабря 1918 года. Кроме того, с марта 1918 по апрель 1919 года NYK также обслуживала временную средиземноморскую линию между Порт-Саидом и Марселем под защитой кораблей Второй специальной эскадры.

### Настроения экипажей
Согласно японским источникам, таким как «Дневник средиземноморских экспедиций», среди экипажей эсминцев росло недовольство. Моряки страдали от постоянного напряжения боевой службы, плохих погодных условий в Средиземном море и тесноты на небольших кораблях. Кроме того, возникала критика в адрес адмирала Сато за то, что он, по мнению экипажей, безоговорочно выполнял все запросы британского командования. Эти тяжелые физические и психологические условия приводили к случаям самоубийств среди японских моряков.

## Усиление эскадры

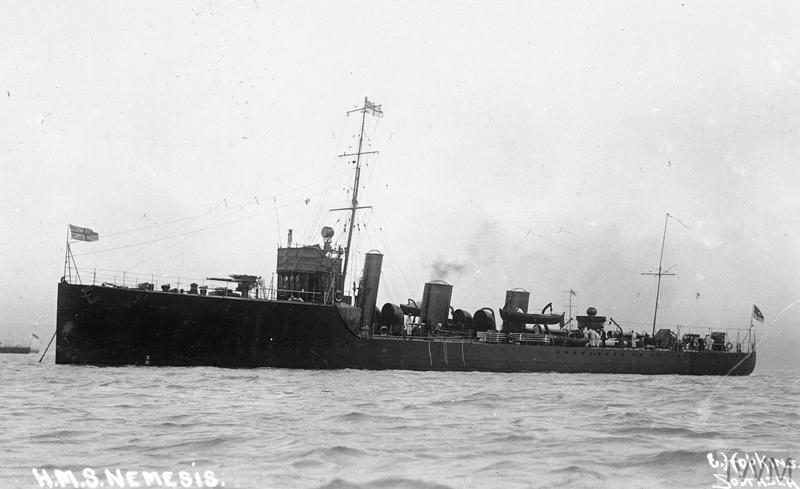
Британский эсминец HMS Nemesis (класс «Acorn»), позднее переданный Японии и переименованный в «Канран». Фото 1910-х годов.

В первой половине августа 1917 года Вторая специальная эскадра была усилена. На смену крейсеру «Акаси» прибыл крейсер I класса «Идзумо». Также в состав эскадры вошёл 15-й отряд эскадренных миноносцев, включавший корабли «Каси», «Янаги», «Хиноки» и «Момо». Решение об их отправке было принято в соответствии с пожеланиями британского правительства и лично Георга V об увеличении японских сил на Средиземноморском театре. Эти эсминцы II класса типа «Момо», построенные в 1916—1917 годах, относились к числу современных японских кораблей этого класса и обладали улучшенными тактико-техническими характеристиками по сравнению с эсминцами типа «Каба». 22 августа эсминцы 15-го отряда приступили к выполнению задач по сопровождению конвоев.

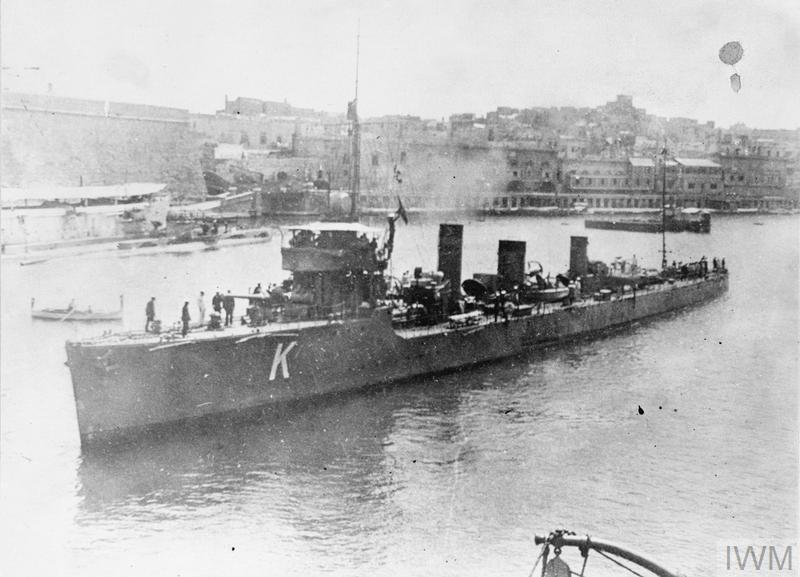
Японский эсминец «Сэндан» (бывший британский HMS Minstrel) в Марселе, 1917 год.

Состав эскадры пополнялся и за счёт кораблей союзников. В начале июня 1917 года в оперативное подчинение эскадры были переданы два британских тральщика, переоборудованных из траулеров, — «Miningsby» и «Tokyo». Секретным приказом командующего Второй специальной эскадрой № 94-2 от 4 июня 1917 года они были переименованы в «Сайкё» и «Токио» соответственно, укомплектованы японскими экипажами по вновь утверждённым штатам и переданы в непосредственное подчинение командованию эскадры. На борту «Токио» постоянно находился британский офицер связи, а снабжение обоих кораблей (топливом, продовольствием, боеприпасами и запасными частями) полностью обеспечивалось британской стороной. 21 ноября 1918 года «Сайкё» и «Токио» были возвращены Великобритании на Мальте. В конце сентября — начале октября 1917 года эскадра получила два британских эсминца типа «H» (бывшего типа «Acorn») — «Minstrel» и «Nemesis». Приказом командующего Второй специальной эскадрой № 29 от 20 сентября 1917 года они были переименованы в «Сэндан» и «Канран» соответственно, укомплектованы японскими экипажами и переданы в подчинение эскадре (хотя «Канран» официально вошёл в состав только 12 октября). Снабжение этих эсминцев также полностью обеспечивалось британской стороной. 16 октября 1917 года «Сэндан» и «Канран» были включены в состав 11-го отряда эсминцев. На этих кораблях использовались британские 533-мм парогазовые торпеды Mk II, что дало японскому флоту доступ к одному из современных на тот момент образцов торпедного оружия. 17 января 1919 года эсминцы были возвращены Великобритании в Плимуте.
В начале 1918 года эскадра была дополнительно усилена крейсером I класса «Ниссин». Отряды эскадренных миноносцев (ОМ) в составе эскадры обычно делились на тактические группы (ТГ). 1 апреля 1918 года приказом командующего была проведена реорганизация нумерации отрядов: 10-й ОМ был переименован в 22-й ОМ, 11-й ОМ — в 23-й ОМ, а 15-й ОМ — в 24-й ОМ.

## Инциденты и операции
В ходе боевой службы кораблям Второй специальной эскадры не удалось полностью избежать потерь как в сопровождаемых конвоях, так и в собственном составе.

### Спасение «Трансильвании»

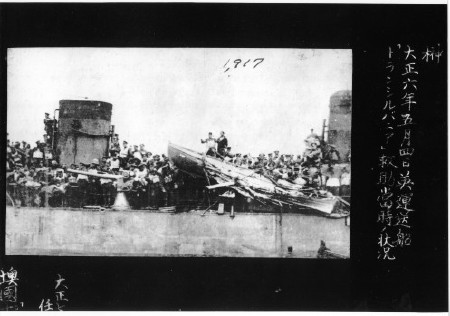
Японский эсминец «Сакаки» с спасёнными британскими военнослужащими с транспорта «Transylvania» на борту, 4 мая 1917 года. Фото сделано с эсминца «Мацу».

4 мая 1917 года германская подводная лодка U-63 торпедировала британский войсковой транспорт «Transylvania» (14 348 брт), следовавший из Марселя в Мессину под эскортом японских эсминцев «Мацу» и «Сакаки». Атака произошла около 11 часов утра в Лигурийском море, в двух милях к югу от мыса Вадо, недалеко от Савоны (Италия). После попадания первой торпеды в левый борт в район машинного отделения командир «Трансильвании» попытался направить корабль к берегу, чтобы посадить его на мель. В это время «Мацу» немедленно подошёл к борту тонущего судна для приёма людей, а «Сакаки» начал противолодочное маневрирование, открыв огонь в предполагаемом направлении; в общей сложности эсминцы произвели более 30 безрезультатных выстрелов. 
Примерно через полчаса U-63, подойдя ближе, выпустила вторую торпеду, которая поразила носовую часть транспорта. Японские корабли сыграли ключевую роль в последовавшей масштабной спасательной операции, которая проходила в сложных условиях: при сильном ветре и течении, а также в непосредственной близости от вражеской подводной лодки. Вскоре на помощь прибыли итальянские эсминцы «Corazziere» и «Garibaldino», буксиры, а также четыре рыбацкие лодки из Ноли, экипажи которых проявили большое мужество, спасая утопающих. На борту «Transylvania» находилось 3266 человек (включая 236 членов экипажа и 66 сестёр милосердия); благодаря совместным действиям японских, французских и итальянских кораблей было спасено 2996 человек. Японские моряки не только поднимали людей из воды, но и предоставляли спасённым собственную еду и одежду. 
Действия японцев были особенно примечательны на фоне распространённой в то время в британском флоте практики, которая, во избежание вторичных атак, не поощряла или даже запрещала кораблям эскорта останавливаться для спасения экипажей торпедированных судов, если вражеская подлодка оставалась поблизости. Это событие считается первым прямым боевым столкновением японского флота с германскими подводными лодками в Средиземном море. В ходе этой операции эсминец «Мацу» также получил повреждения. Несмотря на то, что эскортная миссия в данном случае не смогла предотвратить потопление транспорта, британский король Георг V высоко оценил действия японских моряков и в знак признания их мужества при спасении людей наградил военными медалями двадцать семь японских офицеров и матросов. 
Когда о деталях спасательной операции было доложено в британском парламенте, депутаты устроили овацию, скандируя «Банзай!» на японском языке, и британский парламент принял резолюцию с выражением благодарности японскому флоту. 5 мая 1917 года посол Японии в Великобритании Тинда Сутэми был принят королем Георгом V в Виндзорском дворце, где ему были высказаны слова благодарности от имени монарха.

### Торпедирование «Сакаки»

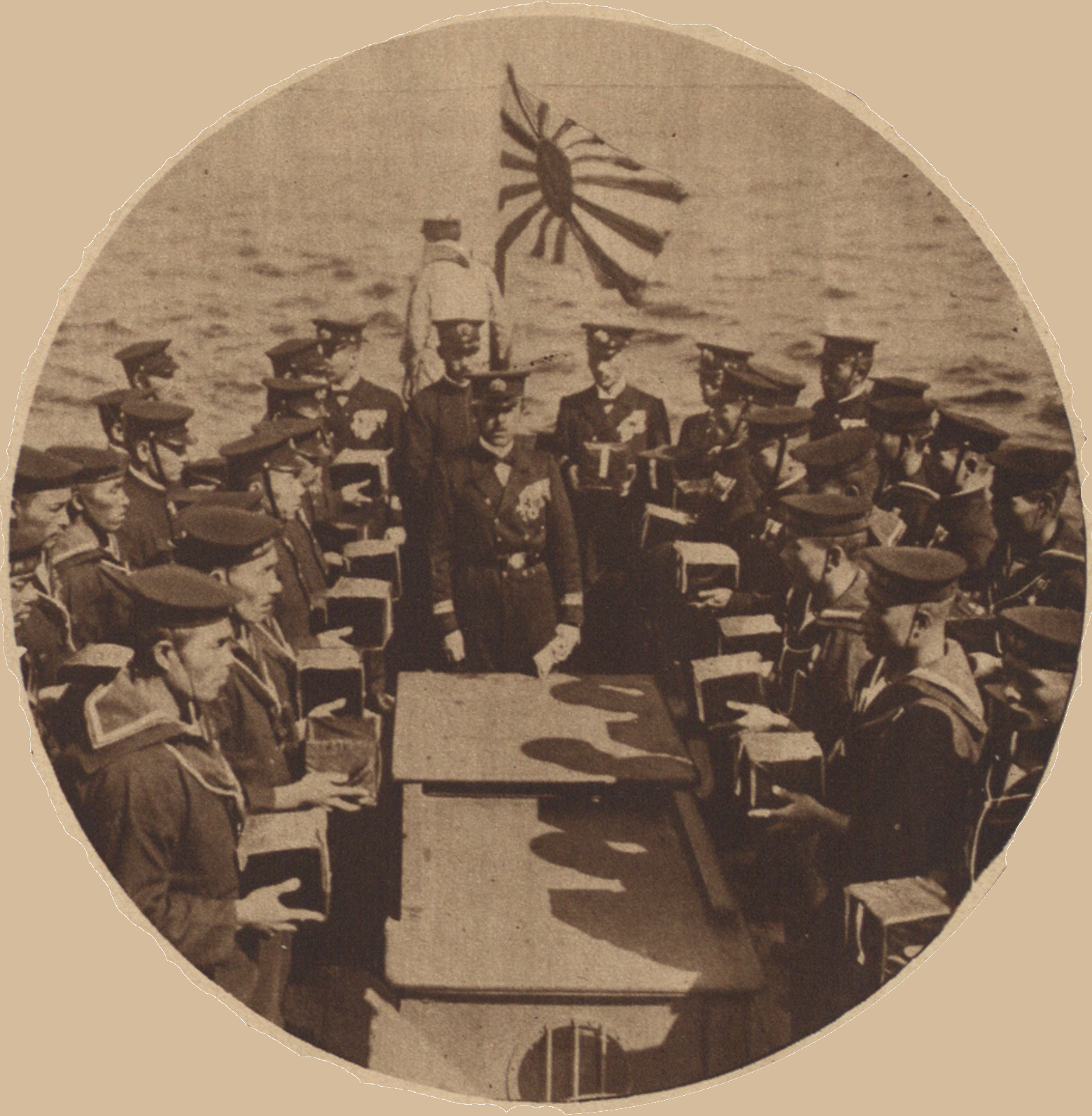
Японские моряки держат ящики с кремированными останками членов экипажа эсминца «Сакаки», торпедированного австро-венгерской подводной лодкой

11 июня 1917 года эскадренный миноносец «Сакаки» был торпедирован австро-венгерской подводной лодкой U-27 под командованием капитан-лейтенанта Роберта Теуфля фон Фернланда у побережья Крита, между островами Андикитира и Милос. Торпедный офицер Кальман Харди в своих воспоминаниях отмечал, что экипаж U-27 идентифицировал атакованный корабль как флагманский эсминец водоизмещением более 1000 тонн, предположительно возглавлявший группу, специально направленную на поиск их подводной лодки, однако, на самом деле «Сакаки» в момент атаки выполнял задачу по эскортированию конвоя, а не находился на специальной противолодочной охоте. С дистанции около 400 метров U-27 выпустила торпеду, которая поразила «Сакаки» в районе мостика. По его оценке, в результате попадания японский эсминец получил тяжелейшие повреждения: передняя треть корпуса была практически оторвана, и на U-27 первоначально пришли к выводу, что «Сакаки», вероятно, затонул. По свидетельствам выживших японских моряков, из-за тумана перископ был замечен слишком поздно, и эсминец не успел увернуться. 
В результате попадания торпеды, которая взорвалась среди моряков, ожидавших раздачи обеда, и последующего взрыва и пожара погибли командир эсминца капитан 2-го ранга Уэхара Таити и 68 человек (по другим данным 58) из 92 членов экипажа. После атаки другие японские эсминцы немедленно начали преследование U-27, сбрасывая глубинные бомбы. Харди описывает этот период как крайне опасный для подводной лодки: на борту погас свет, через поврежденные уплотнения начала поступать вода, вышел из строя гирокомпас. U-27 была вынуждена совершать маневры уклонения, погружаясь на глубину до 80-85 метров, что превышало её расчетную безопасную глубину погружения (50 метров). Лишь к вечеру, когда японские корабли прекратили поиск, U-27 смогла всплыть, зарядить аккумуляторы, провентилировать отсеки и взять курс на базу в Каттаро. 
Сам командир U-27, Роберт Тойфл фон Фернланд, вспоминал, что после атаки на «Сакаки» первые десять минут было удивительно тихо, но затем на подводную лодку были сброшены три глубинные бомбы. Поднявшись на перископную глубину, он обнаружил семь японских эсминцев, начавших охоту, а также патрульные корабли, которые зигзагообразным курсом непрерывно сбрасывали бомбы, так что вскоре экипаж U-27 потерял им счёт. Лишь спустя девять часов, с заходом солнца, атаки прекратились, и фон Фернланд смог вывести подводную лодку из опасной зоны. Несмотря на тяжёлые повреждения, «Сакаки» остался на плаву. Прибывшие на помощь британские и французские корабли помогли снять раненых и взять повреждённый эсминец на буксир. Его удалось доставить в бухту Суда на Крите, а затем отбуксировать в Пирей для ремонта, который занял около восьми месяцев. После восстановления «Сакаки» продолжил службу в японском флоте до 1932 года.

### Большие конвои
Действия японской эскадры приобрели особое значение в начале 1918 года, во время мощного германского наступления на Западном фронте (операция «Михаэль» и последующие), когда немецкие войска продвинулись до Марны и вновь создали угрозу Парижу, возникла острая необходимость в срочной переброске союзных войск с Ближневосточного и Африканского театров для усиления фронта во Франции. В этот период союзники организовали так называемые пять «Больших конвоев» между Марселем и Александрией для переброски войск. Эскортирование этих конвоев осуществлялось преимущественно японскими эскадренными миноносцами, при этом потери транспортов были минимальными. Только в апреле — мае 1918 года японские эсминцы обеспечили проводку 39 конвоев, состоявших из 191 транспорта. На этих судах было перевезено более 100 000 солдат и офицеров армий Антанты.

### Иные случаи
Командиры нескольких японских военных кораблей совершили харакири после потери сопровождаемых ими судов в результате атак подводных лодок. Известны следующие инциденты:
- 22 мая 1917 года эскадра понесла первую потерю в личном составе: унтер-офицер 2-го класса Сано Ситиро с эсминца «Каэдэ» пропал без вести (смыт волной) во время шторма. Этот инцидент, а также опасения дальнейших потерь, побудили японское правительство 24 мая официально объявить о ранее секретной миссии ВМФ в Средиземном море, включая районы её действий. Данный шаг был предпринят с учётом сильных антивоенных настроений в японском обществе, выступавшем против отправки войск в Европу, и необходимости заранее подготовить общественное мнение к возможным новым жертвам[12].
- 14 мая 1917 года произошёл инцидент, связанный с ошибочной идентификацией цели: эсминцы «Суги» и «Касива», эскортируя два транспорта из Марселя в Бизерту, обстреляли небольшое греческое судно, приняв его за вражеский корабль[22].
- 26 июля 1917 года германская подводная лодка UC-27 потопила британский транспорт «Mooltan» (9621 брт). Транспорт следовал с Мальты в Марсель вместе с транспортом «Lotus» под охраной эсминцев «Умэ» и «Кусуноки». Японские эсминцы атаковали подводную лодку глубинными бомбами, но безрезультатно[22].
- 10 декабря 1917 года германская подводная лодка U-35 потопила британский транспорт «Persier» (3874 брт), перевозивший груз с Мальты в Таранто. Японские тральщики «Токио» и «Сайкё» (бывшие британские траулеры «Tokyo» и «Miningsby»), входившие в состав эскорта, сосредоточились на спасательной операции и не предпринимали попыток преследования подводной лодки[22].
- 30 марта 1918 года германская подводная лодка U-33 потопила французский транспорт «La Loire» (5343 брт). Транспорт шёл из Марселя через Александрию в Порт-Саид под эскортом эсминцев «Хиноки» и «Янаги»[22].
- 12 мая 1918 года германская подводная лодка UB-52 потопила британский транспорт «Omrah» (8130 брт). Судно следовало в составе конвоя из семи транспортов из Марселя на Мальту под охраной пяти японских эсминцев[22].
- 26 мая 1918 года германская подводная лодка UB-51 потопила британский транспорт «Leasowe Castle» (9737 брт). Транспорт шёл в составе конвоя из шести транспортов из Александрии в Марсель под охраной пяти японских эсминцев. В результате этой атаки погиб 101 человек[22].
- 19 июля 1918 года германская подводная лодка UC-54 потопила французский транспорт «Australien» (6377 брт). Судно следовало в составе конвоя из трёх транспортов из Марселя на Мальту под охраной четырёх японских эсминцев и британского шлюпа[22].

## Статистика
Японская эскадра вела активную боевую деятельность: её корабли провели в море 72% всего времени своего пребывания на театре военных действий. Аналогичный показатель для британских кораблей составлял 60%, а для французских и греческих — не более 45%. За 1 год и 9 месяцев службы корабли эскадры совершили 348 боевых выходов. Интенсивность службы достигала в среднем 26 оперативных дней и 6000 пройденных морских миль в месяц на один корабль. География действий Второй специальной эскадры охватывала всё Средиземное море. Помимо основных маршрутов, по которым осуществлялось конвоирование, пунктами отправления и назначения конвоев также являлись Бриндизи, Генуя, Гибралтар, Икария, Коринф, Корфу, Мессина, Мудрос, Неаполь, Патры, Палермо, Пирей, Салоники, Сиракузы, Специя, Сфакс, Суда и Фамагуста. 
За время кампании в Средиземном море японские эсминцы, по разным данным, от 25 до 34 раз вступали в боестолкновения с германскими и австро-венгерскими подводными лодками, применяя против них корабельную артиллерию, торпеды и глубинные бомбы. Накопленный боевой опыт был обобщён японским командованием в инструкциях и наставлениях по проводке конвоев и противолодочной обороне. Однако не было подтверждено уничтожение ни одной вражеской подводной лодки японскими силами в Средиземном море. Это контрастировало с некоторыми заявлениями, делавшимися в прессе в пропагандистских целях. Так, японский военно-морской атташе в Италии, капитан 2-го ранга Синзиро Ямамото, заявлял американским журналистам, что японский флот якобы потопил 15 немецких подводных лодок в сотрудничестве с ВМС США.
Общее количество транспортов, потопленных или повреждённых германскими и австро-венгерскими подводными лодками при сопровождении японскими эсминцами, составило около 1,5% от общего числа проведённых ими судов. 
Согласно подсчётам А. В. Полутова, в период с 25 апреля 1917 года по 24 ноября 1918 года японские эскадренные миноносцы осуществили проводку 354 конвоев. В составе этих конвоев проследовало 769 транспортов и 23 боевых или вспомогательных корабля, на которых было перевезено свыше 750 000 солдат и офицеров Антанты. Самый многочисленный конвой из 19 транспортов с войсками на борту эсминцы «Сакаки» и «Мацу» провели 6 сентября 1918 года из Гибралтара в Марсель совместно с двумя британскими и одним американским кораблём. По национальной принадлежности большинство сопровожденных судов были британскими (644), также эскортировались французские (100), итальянские (18) и корабли других наций (26). 
По данным Юргена Мельцера, более 7000 членов экипажей и пассажиров, которые могли бы стать жертвами атак подводных лодок, были спасены в результате действий японских кораблей. 

## Завершение службы в Европе и возвращение в Японию

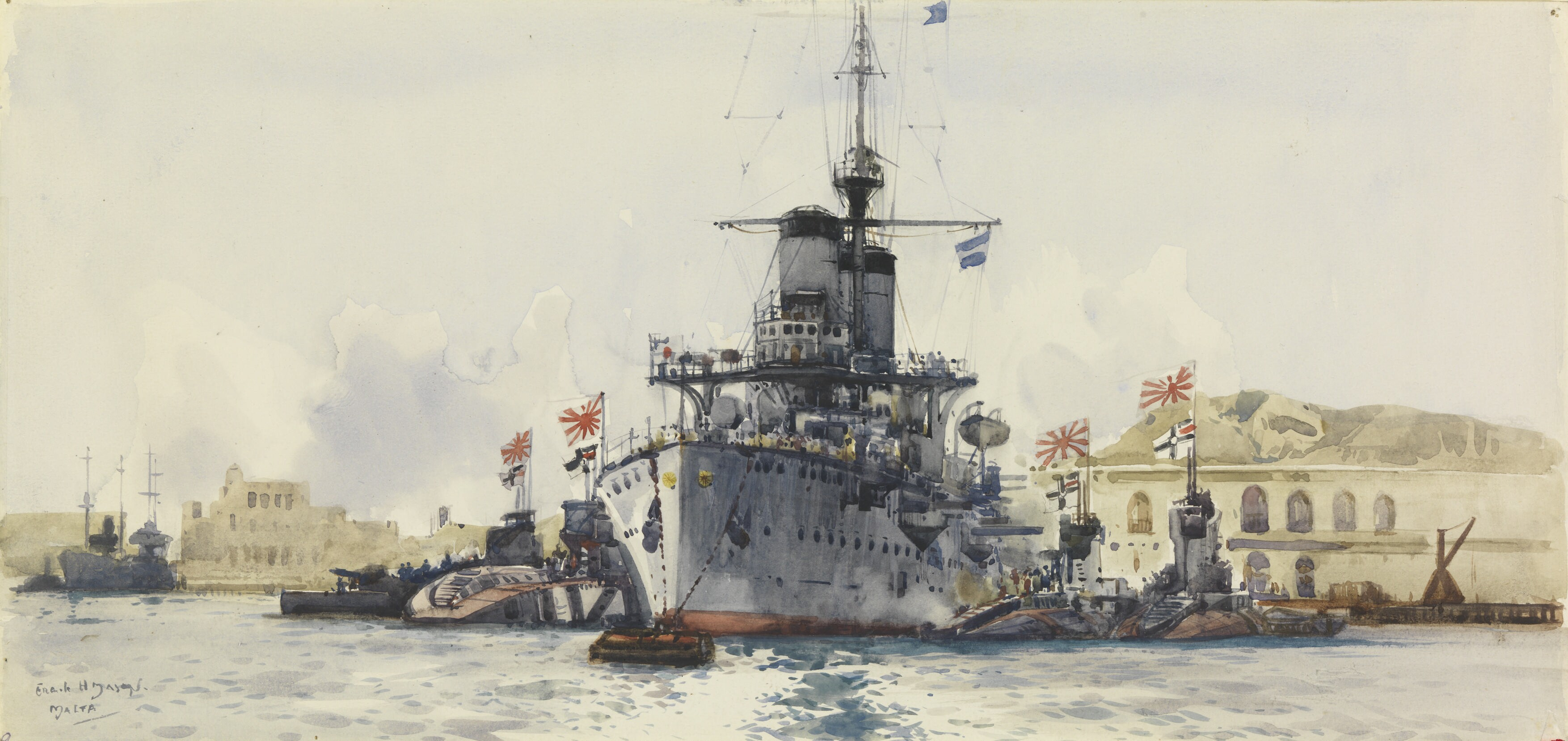
Японский крейсер «Ниссин» и трофейные германские подводные лодки на Мальте перед отправкой в Японию, около 1919 года. Картина Фрэнка Генри Элджернона Мейсона.

После заключения Компьенского перемирия 11 ноября 1918 года Вторая специальная эскадра продолжала находиться в европейских водах ещё на протяжении нескольких месяцев. Корабли эскадры участвовали в мероприятиях, связанных с капитуляцией военно-морских сил Центральных держав. Кроме того, эскадра совершала визиты в порты союзных стран (Великобритании, Бельгии, Франции, Италии), демонстрируя вклад Японии в общую победу во время проходившей Парижской мирной конференции (январь-июнь 1919 года). В знак признания их заслуг, экипажи японских кораблей также приняли участие в парадах Победы, прошедших в 1919 году в Париже и Лондоне. 
Крейсер «Идзумо» вместе с эскадренными миноносцами «Хиноки» и «Янаги» был направлен с Мальты в британскую военно-морскую базу Скапа-Флоу. Их задачей была охрана интернированных кораблей германского Флота открытого моря. Также эти корабли участвовали в подготовке к передаче Японии семи трофейных германских подводных лодок.
Другая группа японских эсминцев — «Кацура», «Мацу», «Сакаки» и «Каэдэ» — была отправлена в Бриндизи. Там они оказывали содействие британскому флоту в процедурах, связанных с капитуляцией германских и австро-венгерских военно-морских сил, находившихся в Средиземном море. Эсминцы «Умэ» и «Кусуноки» были направлены на патрульную службу в Адриатическое море.
В начале 1919 года эскадра получила приказ из Японии обеспечить эскортирование трофейных германских подводных лодок из Англии. Адмирал Сато, собрав наличные силы, включая крейсер «Ниссин», прибыл в Портленд (Англия) 5 января 1919 года. Там к его отряду присоединились «Идзумо», «Хиноки», «Янаги» и семь немецких подводных лодок. В конце марта этот конвой вернулся на Мальту, где к нему присоединились «Умэ» и «Кусуноки». Для технического обеспечения перехода подводных лодок на Мальте к эскадре присоединилась японская плавучая база «Канто» (Kwanto). Отряд в составе крейсера «Ниссин», двух дивизионов эсминцев и плавбазы «Канто», эскортируя семь подводных лодок, направился в Японию и без происшествий прибыл в военно-морскую базу Йокосука 18 июня 1919 года.
Оставшаяся в Европе группа кораблей – крейсер «Идзумо» и последний отряд эсминцев – покинула Мальту 10 апреля 1919 года. Они совершили прощальные визиты в порты союзных стран: Неаполь, Геную и Марсель, после чего сделали последний заход на Мальту 5 мая. Через десять дней, 15 мая 1919 года, эти корабли отправились в Японию, прибыв в Йокосуку 2 июля 1919 года. 9 августа 1919 года Вторая специальная эскадра специального назначения была официально расформирована.

## Участие в оккупации Константинополя
После капитуляции Османской империи 30 октября 1918 года и фактического завершения боевых действий на Ближневосточном фронте, столица империи Константинополь была занята войсками Антанты. Японская Вторая специальная эскадра также приняла участие в этих послевоенных мероприятиях. Союзное управление оккупированным Стамбулом, продолжавшееся с ноября 1918 по октябрь 1923 года, осуществлялось верховными комиссарами Великобритании, Франции, Италии, США, Греции и Японии, хотя реальная власть была сосредоточена в руках первых трех держав. По оценке историка Нур Бильге Крисс, присутствие японских (а также американских) сил в Стамбуле носило скорее символический и наблюдательный характер, чем характер активной оккупационной власти. 
Поскольку основной флагман эскадры крейсер «Идзумо» был направлен для участия в процедурах, связанных с германским флотом в Великобритании, командующий Второй специальной эскадрой контр-адмирал Сато Кодзо 26 ноября 1918 года временно перенёс свой флаг на крейсер I класса «Ниссин». 5 декабря 1918 года отряд японских кораблей в составе крейсера «Ниссин» (флагман) и эскадренных миноносцев «Кусуноки», «Умэ», «Момо», «Каси» и «Касива» вышел с Мальты и направился в Константинополь. 6 декабря 1918 года (по данным Умута Арика 13 ноября 1918 года) японский отряд без происшествий миновал Дарданеллы и вошёл в Мраморное море, после чего встал на якорь в Константинополе перед султанским дворцом Топкапы, после чего с них были высажены морские пехотинцы, переданные под командование британского адмирала Сомерсета Гоф-Калторпа, которые приступили к выполнению задач по наблюдению за соблюдением условий Мудросского перемирия и поддержанию порядка в составе оккупационных сил. 
По свидетельствам, прибытие японской эскадры и высадка моряков на берег были встречены турецкими военными и гражданским населением с заметным дружелюбием и интересом. Отмечалось, что это могло быть связано как с отсутствием у Японии исторических территориальных претензий к Османской империи (в отличие от многих европейских держав-победительниц), так и с сохранявшимся в турецком обществе уважением к Японии как к азиатской нации, одержавшей победу над Российской империей в войне 1904-1905 годов. В то же время, к представителям британского флота, игравшим ключевую роль в оккупации, отношение части местного населения было прохладным или даже враждебным. Появление в Стамбуле японцев отмечается историками как «экзотический» элемент в составе многонациональных союзных сил.     
Контр-адмирал Сато Кодзо планировал после захода в Константинополь совершить демонстрационный поход в Чёрное море для сотрудничества с союзными флотами, однако план входа в Чёрное море столкнулся с противодействием со стороны британского командования. Адмирал Сомерсет Гоф-Калторп, находившийся в тот момент в Севастополе, телеграфировал Сато, что считает вход японской эскадры в Чёрное море «неполезным» и просил отложить его до своего возвращения. Британцы опасались, что появление японского флота в «сердце России» может вызвать непредсказуемую реакцию и осложнить и без того хаотичную ситуацию в разгар Гражданской войны в России. Не дождавшись возвращения Калторпа и не получив разрешения на главную часть своей миссии, адмирал Сато был вынужден отменить операцию.    
Для выполнения задач по надзору за бывшими вражескими военными кораблями в Константинополе были оставлены эсминцы «Касива», «Канран» и «Сэндан» (последние два были возвращены Королевскому флоту в 1919 году), в то время как остальная часть отряда 11 декабря направилась на Мальту для выполнения других задач. В своем донесении от 19 декабря Сато докладывал командованию: «Жаль, что мы не смогли продемонстрировать мощь Японии, войдя в Чёрное море. Я изменил эту часть нашего запланированного маршрута, поскольку дипломатические тонкости не благоприятствовали движению нашей эскадры».   
После завершения миссии в Константинополе и участия в «триумфальных визитах» в порты союзников в Европе, корабли Второй специальной эскадры в апреле 1919 года начали поэтапное возвращение в Японию. Согласно Тому Рейсу, в Константинополе в 1921 году сохранялось небольшое японское военное присутствие в рамках продолжавшейся союзнической оккупации города.   
Военное присутствие Японии в Средиземном море в годы Первой мировой войны рассматривалось Японией как основание для более активного участия в послевоенных делах региона. На подготовительных конференциях японские делегаты, в частности виконт Тинда Сутэми и барон Хаяси Гонсукэ, занимали активную позицию. Указывая на двойные стандарты в политике союзников, японская делегация в лице виконта Тинды задавала риторический вопрос, почему державы, требующие соблюдения принципа «равных возможностей» в Китае, одновременно делят Османскую империю на собственные экономические сферы влияния. Японцы настойчиво требовали участия Японии в решении всех коммерческих вопросов, касающихся Турции, и особенно в работе международной комиссии по управлению Проливами, ссылаясь на статус Японии как великой морской и торговой державы.  
В общих вопросах, касавшихся оккупированной столицы, таких как защита христианского населения или подтверждение греческой администрации порта Измир, японские представители обычно следовали британской линии. Стремясь утвердить свой статус наравне с другими великими державами, японская делегация на послевоенных переговорах также запросила право на открытие собственного почтового отделения в Стамбуле, аналогично другим союзникам. Япония была участником Севрского мирного договора 1920 года (и позднее Лозаннского мирного договора 1923 года). Хотя договор и не был полностью реализован, он предусматривал участие Японии в международной комиссии по управлению проливами Босфор и Дарданеллы. По оценке Нобуо Мисавы, это давало Японии голос в решении вопросов, касающихся стратегически важных проливов, и служило для японской стороны предлогом для создания плацдарма в Средиземноморском регионе. Эти усилия Японии по продвижению в Средиземноморский регион в конечном итоге не увенчались успехом. Из-за изменения международной обстановки, Великой депрессии и смены приоритетов во внешней политике, к 1936-1937 годам Япония была вынуждена отказаться от своих планов по созданию плацдармов в Египте и Турции и фактически была исключена из политических и торговых процессов в Средиземноморье. 

## Значение и опыт
Участие Японии в Первой мировой войне ознаменовало новый этап в военной истории страны: впервые японские вооружённые силы действовали в глобальном масштабе, сталкиваясь с новыми вызовами в области транспортировки, снабжения и связи, а также впервые вели борьбу с противником в воздухе и под водой.
По итогам войны и раздела германского флота Япония получила семь подводных лодок различных типов (U-125, U-46, U-55, UC-90, UC-99, UB-125, UB-143), которые Вторая специальная эскадра доставила в Японию в качестве военных трофеев. Эти германские субмарины воплощали передовые технологии того времени. Они не были включены в боевой состав Императорского флота, но их изучение и использование в качестве опытовых кораблей для испытаний новых образцов вооружения и механизмов внесло значительный вклад в амбициозную программу японского ВМФ по созданию собственного подводного флота, ориентированного, в том числе, на противодействие американскому флоту в Тихом океане. Параллельно с этим, за время кампании в Средиземном море японские специалисты активно изучали британский опыт и технологии в области обнаружения, уклонения и уничтожения подводных лодок. 
Однако, получение Японией трофейных германских подводных лодок по итогам войны положило начало новым, долгосрочным отношениям между японским и германским военно-морскими флотами. В 1920-е и 1930-е годы германское влияние и технологии в области подводного кораблестроения и военно-морской тактики стали быстро вытеснять британские. Между двумя флотами начался обмен персоналом, и многие японские офицеры проходили обучение в Германии, что способствовало окончательному разрыву Императорского флота Японии с его британскими наставниками.
За время кампании в Средиземном море японские офицеры и специалисты получили возможность ознакомиться с тактико-техническими данными и различными образцами вооружения и техники стран Антанты. В частности, они изучили британский гидроавиатранспорт «Engadine», различные типы самолётов (истребители, бомбардировщики, торпедоносцы, разведчики), корабельные змейковые аэростаты, британские подводные лодки типа «Holland 602» и эсминцы типа «H», французские подводные лодки типов «Emeraude» и «Clorinde», а также итальянские подводные лодки типов «Glauco», «Nautilus» и эсминцы типа «Indomito». Японские моряки также посетили военно-морской арсенал в Таранто, верфи и заводы в Александрии и другие военно-промышленные объекты союзников. Полученные сведения впоследствии учитывались и использовались японскими специалистами при проектировании и строительстве кораблей и развитии береговой инфраструктуры флота. Однако, несмотря на полученный в Средиземном море опыт, включая понимание важности крейсерской войны, блокадных действий, подводной и противолодочной борьбы, а также значения торгового флота и системы конвоев, эти уроки не были в полной мере усвоены и реализованы в политике Императорского флота Японии в 1920-е и 1930-е годы, что имело трагические последствия во время Второй мировой войны на Тихом океане.

## Оценки

### Оценки современников и союзного командования
Героизм и эффективность японских моряков привели к тому, что запросы на их эскорт стали поступать в огромном количестве, и некоторые капитаны торговых судов отказывались выходить в море без сопровождения кораблей японской эскадры, прозванной «богами-хранителями Средиземноморья». Японский военно-морской флот оказал союзникам существенную помощь в удержании контроля над морскими коммуникациями в Средиземном море, что было особенно высоко оценено Великобританией. В тоже время отношения между японскими и другими союзными командирами на театре военных действий не всегда были гладкими и временами носили напряженный характер.  
Действия японской эскадры получили высокую оценку со стороны британского командования. Командующий военно-морской базой на Мальте, вице-адмирал Джордж А. Баллард, отмечал преданность делу и быструю реакцию контр-адмирала Сато Кодзо на все британские запросы. Баллард также был впечатлён высоким коэффициентом оперативного напряжения японской эскадры, который, по его словам, превосходил аналогичные показатели британских кораблей. В своем докладе Адмиралтейству от 21 августа 1917 года адмирал Баллард отмечал: «Эсминцы адмирала Сато содержатся в состоянии высокой боевой готовности и проводят в море по меньшей мере такую же долю времени, как и наши собственные, что далеко не так в случае французских и итальянских судов любого класса. Более того, японцы очень независимы во всех вопросах управления и снабжения, тогда как французы никогда ничего не сделают для себя, если это могут сделать для них другие». Уинстон Черчилль высказывал мнение, что он «не думал, что японская [эскадра] когда-либо совершала глупости». Губернатор Мальты лорд Метьюэн, инспектируя японские корабли в марте 1919 года, также высоко оценил «их великолепную работу в европейских водах» и выразил надежду: «Дай Бог, чтобы наш союз, скрепленный кровью, длился долго».  
Действия японского флота также высоко оценивались другими британскими офицерами. Так, Джеральд Чарльз Диккенс, флаг-адъютант главнокомандующего британским Средиземноморским флотом, докладывал Адмиралтейству, что в то время как итальянцы неэффективны, французы ненадежны, греков можно не брать в расчет, а американцы находятся слишком далеко, японцы «превосходны, но малочисленны». Диккенс также особо отмечал высокий коэффициент оперативного напряжения японских кораблей (соотношение времени, проведенного в море, ко времени в порту), который был наивысшим среди всех флотов союзников в годы войны. Британская газета «The Times» также высоко оценивала действия японского флота, используя такие выражения, как «быстрое прибытие и мореходное мастерство» и «хорошее морское искусство и величайшая быстрота действий». 
За вклад в скорейшее завершение войны командующий эскадрой Сато Кодзо был награжден орденом высшей степени от короля Бельгии. 

### Оценка со стороны Японии
Значение действий японской эскадры для внутренней аудитории в Японии также было велико. Несмотря на то, что в абсолютных цифрах военный вклад мог показаться небольшим на фоне масштабов мировой войны, созданный в японских СМИ образ активного участия и помощи союзникам формировал у японской общественности высокое мнение о роли страны. Это, в свою очередь, может объяснить широкое возмущение в японской прессе, когда требования Японии на Парижской мирной конференции не были удовлетворены в полной мере или достигались ценой дипломатической борьбы, в частности, с китайской делегацией.
Сам командующий эскадрой, контр-адмирал Сато Кодзо, в интервью газете «The Times» в июле 1918 года отвечал на критику относительно ограниченного вклада Японии, подчеркивая, что флот работает в «полной гармонии» с союзниками. Он указывал, что для борьбы с подводными лодками в Средиземном море нужны именно малые корабли, такие как эсминцы, в то время как крупные корабли Япония держит в Тихом и Индийском океанах для противодействия возможным рейдерам.

### Историография
Несмотря на значительный, по мнению таких историков, как Ян Ниш и Пол Халперн, вклад Императорского флота Японии в усилия союзников в Первой мировой войне, эти действия зачастую остаются недостаточно освещенными в общей историографии конфликта, во многом из-за того, что события Второй мировой войны заслонили собой память о Первой. Одной из причин быстрого забвения японского вклада могла стать и расовая неприязнь со стороны некоторых союзников, особенно усилившаяся после Парижской мирной конференции и Вашингтонской конференции. Так, Ян Ниш в своей работе «Союз в упадке» писал: «Если мы попытаемся оценить военно-морской вклад Японии в усилия союзников, мы должны заключить, что он был значительным на последнем этапе войны. Это ни в коем случае не было единственной причиной успеха союзников в борьбе с подводной угрозой; но его следует рассматривать как один из факторов наряду с вкладом американских эсминцев и успехом британской конвойной системы. Её вклад в Средиземном море и Индийском океане стал большим облегчением для Королевского флота. Наконец, военно-морская помощь Японии была более ценной для Британии, чем для других членов Антанты, которые меньше зависели от сохранения открытыми торговых путей». Пол Халперн в «Военно-морской истории Первой мировой войны» также заключал, что «этот японский вклад... в критический момент войны против подводных лодок был в значительной степени забыт, но в тех обстоятельствах он был далеко не незначительным». Историк Тимоти Саксон отмечает, что послевоенная британская критика, утверждавшая, будто японцы «действовали хуже наших людей, когда возникали непредвиденные ситуации», отражает британские предубеждения того времени и не подтверждается фактическими данными о службе эскадры.
Мельцер считает, что деятельность Второй специальной эскадры в Средиземном море, наряду с другими действиями Японии в качестве союзника, способствовала повышению престижа страны среди держав Антанты. По оценкам А.В. Полутова, деятельность этого соединения имела не только военное, но и политическое значение, продемонстрировав европейским державам возросшие возможности Императорского флота Японии. Такахаси Кэндзиро характеризует миссию Второй специальной эскадры как «одну из самых славных в истории Императорского флота Японии, выполненную с самоотверженностью ради поддержки союзников», и отмечает, что, по мнению многих европейских исследователей, без вклада японских кораблей положение союзников на Западном фронте было бы значительно более тяжелым, и исход войны в Европе мог бы быть иным.
По мнению историка Нобуо Мисавы, отправка Второй специальной эскадры в Средиземное море не только выполнила конкретные военные задачи, но и послужила для Японии демонстрацией её права на участие в делах региона как одной из держав-победительниц. Эта возросшая активность и претензии Японии вызывали определённое беспокойство у бывших союзников. Так, уже после войны, в апреле 1921 года, произошёл так называемый «инцидент с Хэймэй-мару»: японское судно, пытавшееся самостоятельно репатриировать османских военнопленных из Сибири в Стамбул, было задержано греческим флотом при поддержке Великобритании. Мисава связывает этот инцидент с опасениями союзников по поводу японского «продвижения в Средиземноморский мир», основы для которого были заложены, в том числе, миссией Второй специальной эскадры. 
Существовали и резко критические оценки роли Японии в войне. Например, историк Артур Дж. Мардер рассматривал Японию как «государство-шакала», стремящегося воспользоваться ситуацией для собственной выгоды. В то же время, как отмечает Т. Исидзу, территориальные приобретения Японии (Циндао, бывшие германские острова в Микронезии) были сопоставимы с её вкладом и жертвами в общие усилия союзников, особенно если сравнивать их с «военной добычей», полученной другими державами Антанты по итогам войны. 
По общим оценкам противолодочной борьбы в Средиземном море Пол Г. Халперн отмечает, что, несмотря на привлечение дополнительных сил, включая японские эсминцы и позднее американские, результаты непосредственного уничтожения субмарин противника оставались ограниченными; в частности, действия американских специализированных кораблей в проливе Отранто он характеризует как «разочаровывающие». 
По мнению российского историка Ю.С. Пестушко, отправка эскадры в Средиземное море была практически единственным значимым случаем оказания военной помощи союзникам по антигерманской коалиции (помимо захвата колоний). По его мнению, это решение было принято японским правительством вопреки сопротивлению парламентской оппозиции и лишь после получения от Великобритании гарантий признания японских территориальных приобретений. Пестушко предполагает, что активные обсуждения возможной более широкой помощи Европе со стороны Японии носили во многом показной характер, так как реальные интересы Токио были сосредоточены в Азии. Схожей точки зрения придерживается и О. А. Базин, который приходит к выводу, что участие Японии в Первой мировой войне «определялось сугубо экспансионистскими целями и не подразумевало реальной помощи союзникам на фронтах Европы», а последующее взаимодействие с Антантой свелось в основном к дипломатической борьбе за признание японских завоеваний.

## Память

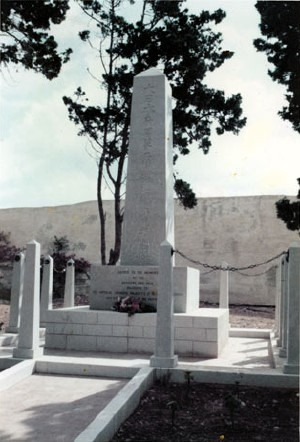
Японский мемориал на Мальте

В знак признания усилий японских моряков в 1918 году на Мальте, на территории воинского кладбища Содружества был воздвигнут мемориал в память о семидесяти восьми японских моряках, погибших в Средиземном море в годы Первой мировой войны. Семьдесят три из них похоронены на этом кладбище. В 1921 году, во время своего путешествия по Европе, кладбище посетил наследный принц Японии Хирохито. Во время Второй мировой войны, в ходе битвы за Мальту, мемориал был разрушен в результате немецкого авианалёта. Впоследствии он долгое время оставался без должного ухода и был реконструирован только в 1973 году. 
Память о миссии была широко увековечена и на родине, особенно в Сасебо, который был портом приписки для многих кораблей эскадры. Императорский флот воздвиг мемориальный памятник в честь погибших моряков на военно-морском кладбище Хигасияма. Помимо этого, подвиг эскадры, получивший широкую известность в японском обществе, был отмечен созданием гражданского мемориального комплекса. В честь триумфального возвращения моряков на общественные пожертвования, собранные в 12 префектурах, был построен Мемориальный зал возвращения. Торжественное открытие зала, строительный комитет которого возглавлял Суганума Сюдзиро, состоялось в мае 1923 года.
Значение средиземноморской экспедиции для самого Императорского флота Японии подчеркивается тем фактом, что именно это событие — «Средиземноморская экспедиция Второй специальной эскадры» — было выбрано в качестве сюжета для одного из рельефов, украшающих большой каменный фонарь ВМФ, установленный (вместе с аналогичным фонарем Сухопутных войск) у главного здания храма Ясукуни в Токио. Эти фонари содержат рельефы, изображающие ключевые события из военной истории Японии от Первой японо-китайской войны до Второй японо-китайской войны.